# Gulbene
Gulbene è un comune della Lettonia di 25.546 abitanti.

## Geografia antropica

### Suddivisioni amministrative
Il comune è formato dalle seguenti unità amministrative:
- Beļava
- Dauksti
- Druviena
- Galgauska
- Gulbene (sede comunale, 9.347 abitanti nel 2006)
- Jaungulbene
- Lejasciems
- Litene
- Lizums
- Līgo
- Ranka
- Stāmeriena
- Stradi
- Tirza

## Sport

### Calcio
La squadra principale della città è il Futbola biedrība Gulbene.